# (3062) Wren
(3062) Wren (1982 XC) – planetoida z grupy pasa głównego asteroid okrążająca Słońce w ciągu 5,26 lat w średniej odległości 3,02 j.a. Odkryta 14 grudnia 1982 roku.